# 爱德华·赫利
爱德华·赫利（Eduard Helly，1884年6月1日—1943年）是一位数学家，出生于维也纳，逝世于芝加哥。以其命名的结果包括赫利定理、赫利簇、赫利选择定理、赫利度量以及赫利-布瑞定理等。